# Accons
Accons est une commune française, située dans le département de l'Ardèche en région Auvergne-Rhône-Alpes.

## Géographie

### Situation et description
La commune, essentiellement rurale, est située sur le plateau ardéchois, à 4 km du Cheylard et 70 km de Valence. Elle fait partie de l'arrondissement de Tournon-sur-Rhône et du canton du Haut-Eyrieux. Elle est également rattachée à la communauté de communes Val'Eyrieux.

### Climat
Pour des articles plus généraux, voir Climat d'Auvergne-Rhône-Alpes et Climat de l'Ardèche.
En 2010, le climat de la commune est de type climat méditerranéen franc, selon une étude du CNRS s'appuyant sur une série de données couvrant la période 1971-2000. En 2020, Météo-France publie une typologie des climats de la France métropolitaine dans laquelle la commune est exposée à un climat de montagne ou de marges de montagne et est dans la région climatique Sud-est du Massif Central, caractérisée par une pluviométrie annuelle de 1 000 à 1 500 mm, minimale en été, maximale en automne.
Pour la période 1971-2000, la température annuelle moyenne est de 10,4 °C, avec une amplitude thermique annuelle de 16,8 °C. Le cumul annuel moyen de précipitations est de 1 433 mm, avec 8,9 jours de précipitations en janvier et 5,7 jours en juillet. Pour la période 1991-2020, la température moyenne annuelle observée sur la station météorologique de Météo-France la plus proche, « Cheylard Sa », sur la commune du Cheylard à 4 km à vol d'oiseau, est de 12,2 °C et le cumul annuel moyen de précipitations est de 1 178,7 mm,. Pour l'avenir, les paramètres climatiques de la commune estimés pour 2050 selon différents scénarios d'émission de gaz à effet de serre sont consultables sur un site dédié publié par Météo-France en novembre 2022.

### Hydrographie
Le territoire de la commune est traversé par la Dorne, un affluent gauche de l'Eyrieux, donc un sous-affluent du Rhône.

### Voies de communication
Le territoire communal est traversé par la route départementale 578 (RD578) qui permet de rejoindre la commune voisine du Cheylard.

## Urbanisme

### Typologie
Au 1er janvier 2024, Accons est catégorisée commune rurale à habitat dispersé, selon la nouvelle grille communale de densité à 7 niveaux définie par l'Insee en 2022.
Elle appartient à l'unité urbaine du Le Cheylard, une agglomération intra-départementale dont elle est une commune de la banlieue,. Par ailleurs la commune fait partie de l'aire d'attraction du Cheylard, dont elle est une commune de la couronne,. Cette aire, qui regroupe 20 communes, est catégorisée dans les aires de moins de 50 000 habitants,.

### Occupation des sols
L'occupation des sols de la commune, telle qu'elle ressort de la base de données européenne d’occupation biophysique des sols Corine Land Cover (CLC), est marquée par l'importance des forêts et milieux semi-naturels (78,1 % en 2018), une proportion identique à celle de 1990 (78,1 %). La répartition détaillée en 2018 est la suivante : 
forêts (68,2 %), prairies (16,6 %), milieux à végétation arbustive et/ou herbacée (9,9 %), zones urbanisées (5,3 %).
L'évolution de l’occupation des sols de la commune et de ses infrastructures peut être observée sur les différentes représentations cartographiques du territoire : la carte de Cassini (XVIIIe siècle), la carte d'état-major (1820-1866) et les cartes ou photos aériennes de l'IGN pour la période actuelle (1950 à aujourd'hui).

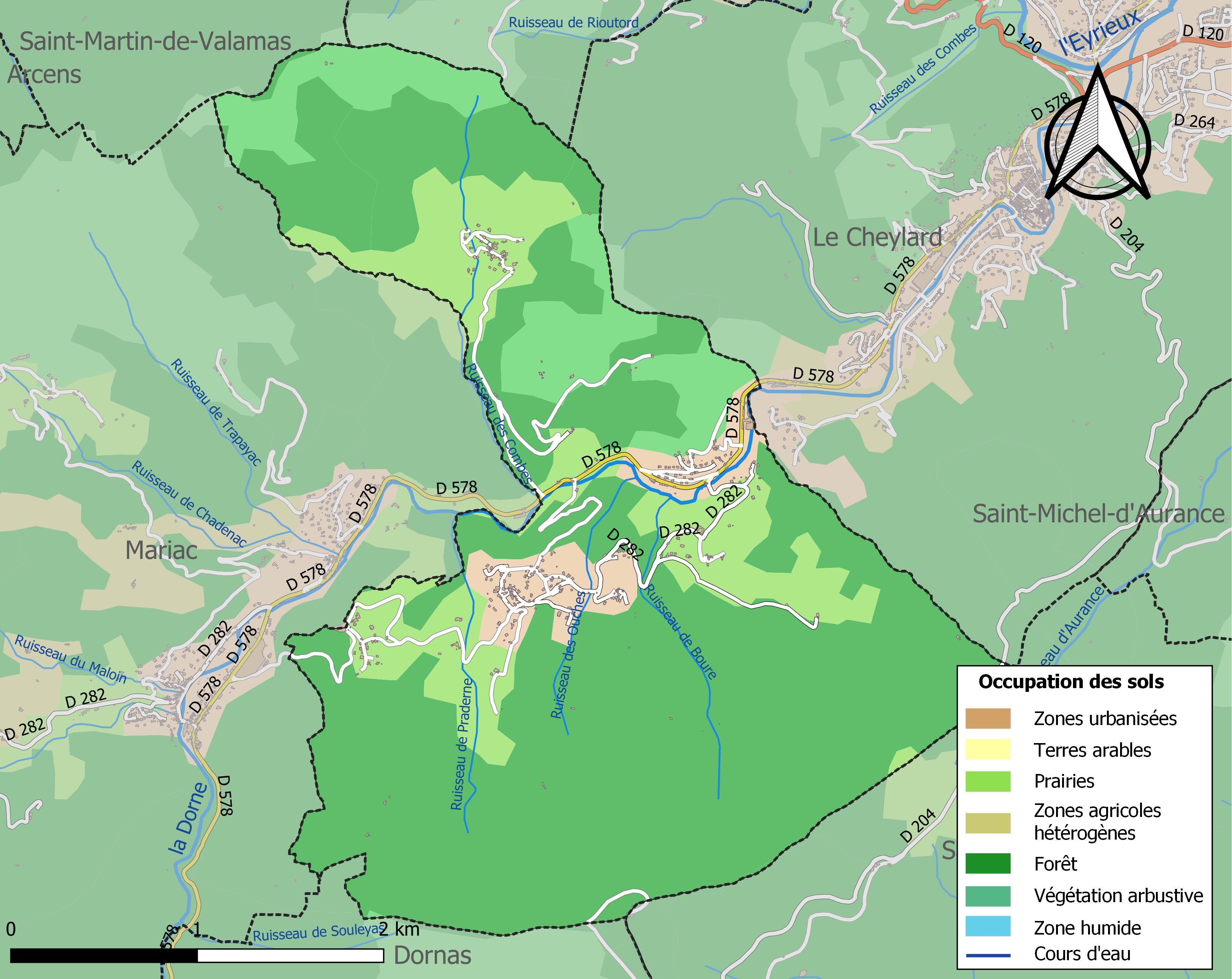
Carte des infrastructures et de l'occupation des sols de la commune en 2018 (CLC).

### Risques naturels

#### Risques sismiques
L'ensemble du territoire de la commune d'Accons est situé en zone de sismicité no 2 (sur une échelle de 5), comme la plupart des communes situées sur le plateau et la montagne ardéchoise.
| Type de zone | Niveau           | Définitions (bâtiment à risque normal) |
| ------------ | ---------------- | -------------------------------------- |
| Zone 2       | Sismicité faible | accélération = 1,1 m/s2                |

### Administration municipale

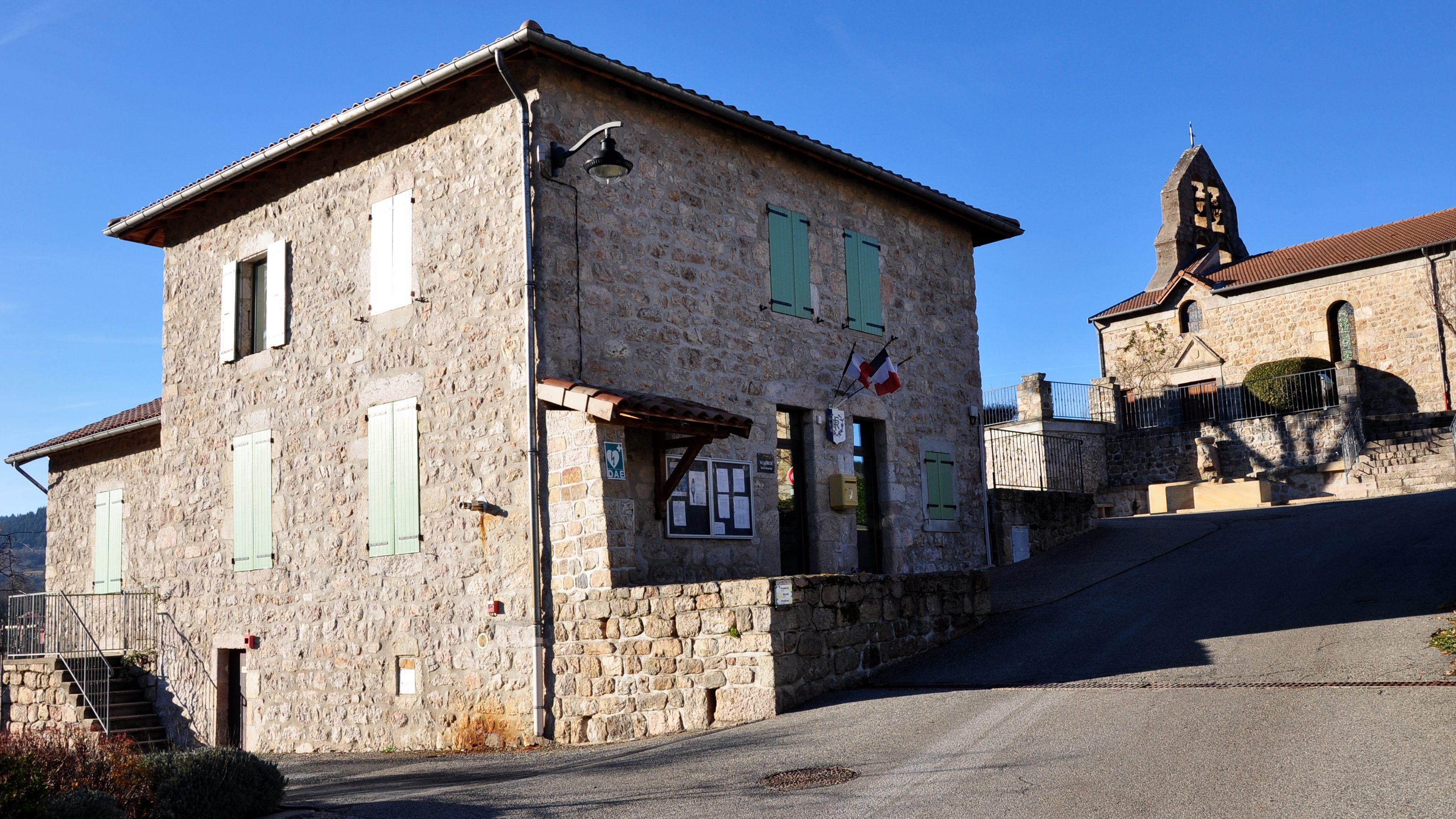
Mairie d'Accons

## Politique et administration

### Liste des maires
| Période                                  | Période                   | Identité              | Étiquette | Qualité   |
| ---------------------------------------- | ------------------------- | --------------------- | --------- | --------- |
| Les données manquantes sont à compléter. |                           |                       |           |           |
| 1995                                     | 2014                      | Bernadette Pinet-Cuoq |           |           |
| 2014                                     | En cours (au 6 août 2020) | Josette Clauzier,     | SE        | Retraitée |

### Tendances politiques et résultats
Le résultat de l'élection présidentielle de 2012 dans cette commune est le suivant :
| Candidat       | Candidat                    | Premier tour | Premier tour | Second tour | Second tour |
| Candidat       | Candidat                    | Voix         | %            | Voix        | %           |
| -------------- | --------------------------- | ------------ | ------------ | ----------- | ----------- |
|                | Eva Joly (EÉLV)             | 10           | 3,16         |             |             |
|                | Marine Le Pen (FN)          | 72           | 22,78        |             |             |
|                | Nicolas Sarkozy (UMP)       | 85           | 26,90        | 176         | 56,59       |
|                | Jean-Luc Mélenchon (FG)     | 37           | 11,71        |             |             |
|                | Philippe Poutou (NPA)       | 4            | 1,27         |             |             |
|                | Nathalie Arthaud (LO)       | 1            | 0,32         |             |             |
|                | Jacques Cheminade (SP)      | 0            | 0,00         |             |             |
|                | François Bayrou (MoDem)     | 42           | 13,29        |             |             |
|                | Nicolas Dupont-Aignan (DLR) | 7            | 2,22         |             |             |
|                | François Hollande (PS)      | 58           | 18,35        | 135         | 43,41       |
|                |                             |              |              |             |             |
| Inscrits       | Inscrits                    | 367          | 100,00       | 367         | 100,00      |
| Abstentions    | Abstentions                 | 42           | 11,44        | 37          | 10,08       |
| Votants        | Votants                     | 325          | 88,56        | 330         | 89,92       |
| Blancs et nuls | Blancs et nuls              | 9            | 2,77         | 19          | 5,76        |
| Exprimés       | Exprimés                    | 316          | 97,23        | 311         | 94,24       |

Le résultat de l'élection présidentielle de 2017 dans cette commune est le suivant :
| Candidat    | Candidat                    | Premier tour | Premier tour | Deuxième tour | Deuxième tour |  |
| Candidat    | Candidat                    | %            | Voix         | %             | Voix          |  |
| ----------- | --------------------------- | ------------ | ------------ | ------------- | ------------- |  |
|             | Nicolas Dupont-Aignan (DLF) | 6,69         | 20           |               |               |  |
|             | Marine Le Pen (FN)          | 19,40        | 58           | 34,14         | 85            |  |
|             | Emmanuel Macron (EM)        | 29,77        | 89           | 65,86         | 164           |  |
|             | Benoît Hamon (PS)           | 4,68         | 14           |               |               |  |
|             | Nathalie Arthaud (LO)       | 1,67         | 5            |               |               |  |
|             | Philippe Poutou (NPA)       | 0,00         | 0            |               |               |  |
|             | Jacques Cheminade (SP)      | 0,33         | 1            |               |               |  |
|             | Jean Lassalle (RES)         | 1,67         | 5            |               |               |  |
|             | Jean-Luc Mélenchon (LFI)    | 16,72        | 50           |               |               |  |
|             | François Asselineau (UPR)   | 0,00         | 0            |               |               |  |
|             | François Fillon (LR)        | 19,06        | 57           |               |               |  |
|             |                             |              |              |               |               |  |
| Inscrits    | Inscrits                    | 354          | 100,00       | 354           | 100,00        |  |
| Abstentions | Abstentions                 | 48           | 13,56        | 49            | 13,84         |  |
| Votants     | Votants                     | 306          | 86,44        | 305           | 86,16         |  |
| Blancs      | Blancs                      | 6            | 1,96         | 47            | 15,41         |  |
| Nuls        | Nuls                        | 1            | 0,33         | 9             | 2,95          |  |
| Exprimés    | Exprimés                    | 299          | 97,71        | 249           | 81,64         |  |

## Population et société

### Démographie
Ses habitants sont appelés les Acconnais.
L'évolution du nombre d'habitants est connue à travers les recensements de la population effectués dans la commune depuis 1793. Pour les communes de moins de 10 000 habitants, une enquête de recensement portant sur toute la population est réalisée tous les cinq ans, les populations de référence des années intermédiaires étant quant à elles estimées par interpolation ou extrapolation. Pour la commune, le premier recensement exhaustif entrant dans le cadre du nouveau dispositif a été réalisé en 2005.

En 2022, la commune comptait 365 habitants, en évolution de −3,95 % par rapport à 2016 (Ardèche : +2,48 %, France hors Mayotte : +2,11 %).
| 1793 | 1800 | 1806 | 1821 | 1831  | 1836  | 1841  | 1846  | 1851 |
| ---- | ---- | ---- | ---- | ----- | ----- | ----- | ----- | ---- |
| 921  | 933  | 965  | 813  | 1 151 | 1 038 | 1 111 | 1 080 | 949  |

| 1856 | 1861 | 1866 | 1872 | 1876 | 1881 | 1886 | 1891 | 1896 |
| ---- | ---- | ---- | ---- | ---- | ---- | ---- | ---- | ---- |
| 716  | 668  | 655  | 673  | 620  | 594  | 659  | 599  | 581  |

| 1901 | 1906 | 1911 | 1921 | 1926 | 1931 | 1936 | 1946 | 1954 |
| ---- | ---- | ---- | ---- | ---- | ---- | ---- | ---- | ---- |
| 540  | 543  | 514  | 502  | 457  | 455  | 436  | 363  | 359  |

| 1962 | 1968 | 1975 | 1982 | 1990 | 1999 | 2005 | 2006 | 2010 |
| ---- | ---- | ---- | ---- | ---- | ---- | ---- | ---- | ---- |
| 336  | 277  | 289  | 378  | 375  | 419  | 442  | 438  | 428  |

| 2015 | 2020 | 2022 | - | - | - | - | - | - |
| ---- | ---- | ---- | - | - | - | - | - | - |
| 385  | 373  | 365  | - | - | - | - | - | - |

### Enseignement
La commune est rattachée à l'académie de Grenoble.

### Médias
Deux organes de presse écrite sont distribués dans la commune :
- L'Hebdo de l'Ardèche

c'est un hebdomadaire basé à Valence et diffusé à Privas depuis 1999. Il couvre l'actualité de tout le département de l'Ardèche.
- Le Dauphiné libéré

journal quotidien de la presse écrite française régionale distribué dans la plupart des départements de l'ancienne région Rhône-Alpes, notamment l'Ardèche. La commune est située dans la zone d'édition du centre-Ardèche (Privas).

### Cultes
La communauté catholique et l'église paroissiale d'Accons (propriété de la commune) dépendent de la paroisse Notre-Dame des Boutières, elle-même rattachée au diocèse de Viviers.

## Culture locale et patrimoine

### Lieux et monuments
- Château de la Motte : XVe et XVIe siècles. Il ne se visite pas
- Église Saint-Pierre-et-Saint-Paul[26], à clocher-mur.
- Une sculpture en bronze nommée le « Gardien de Pierre » a été installée dans la cour de l'ancienne école (fermée depuis juin 2011).
- Depuis Accons, il est possible de voir le rocher de Brion qui se situe sur la commune de Jaunac.

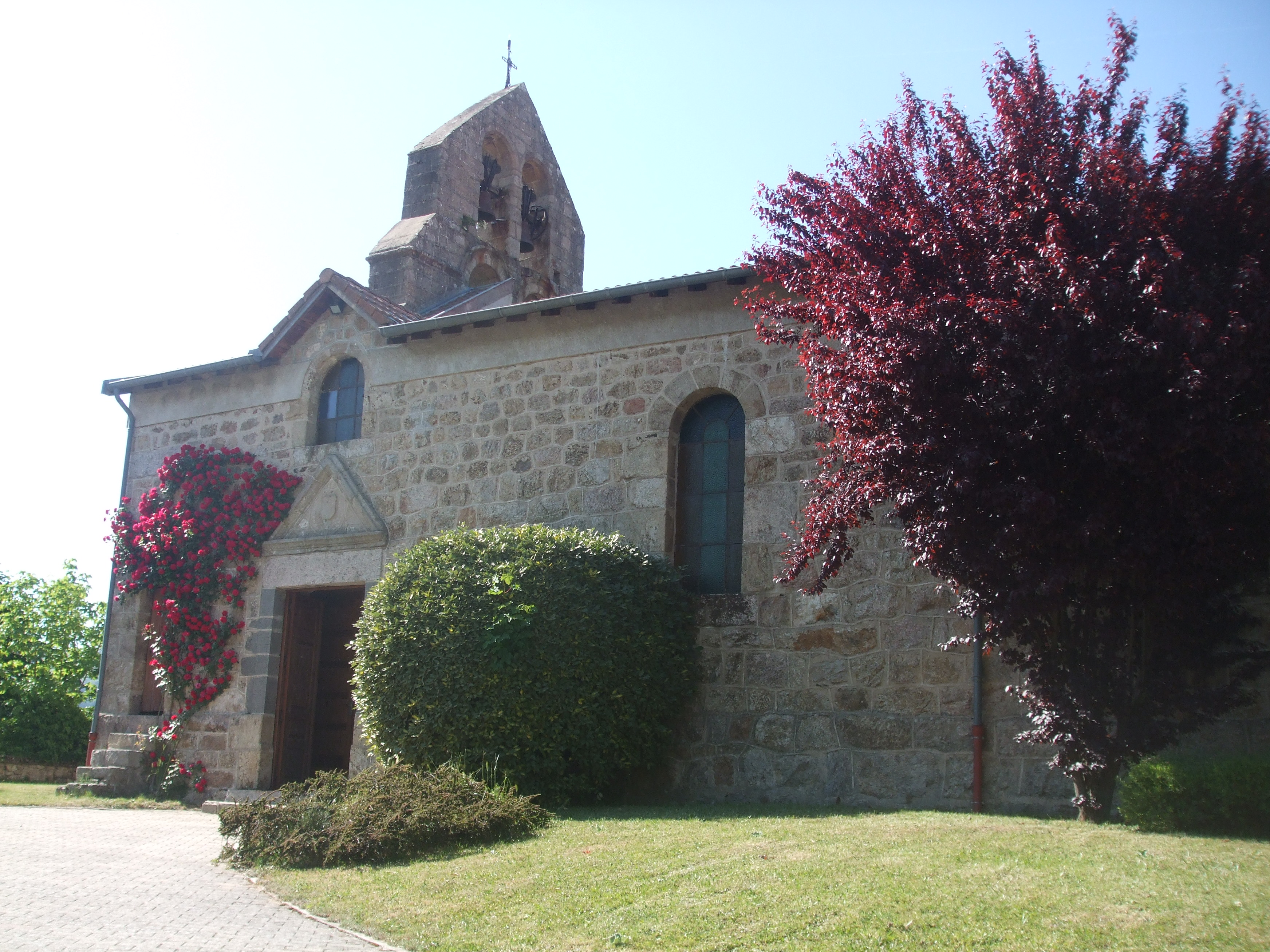
L'église Saint-Pierre-et-Saint-Paul.
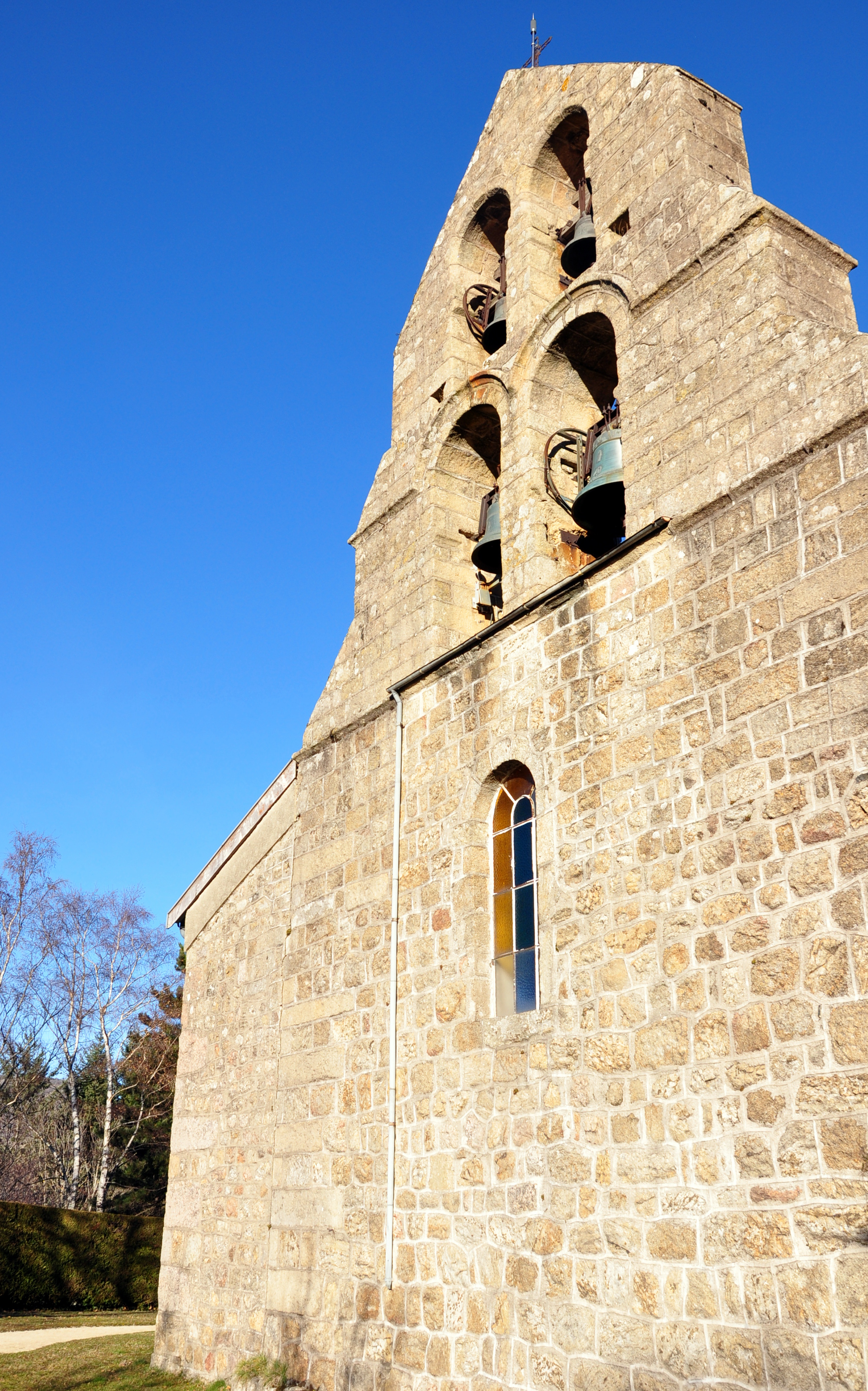
Clocher de l'église.
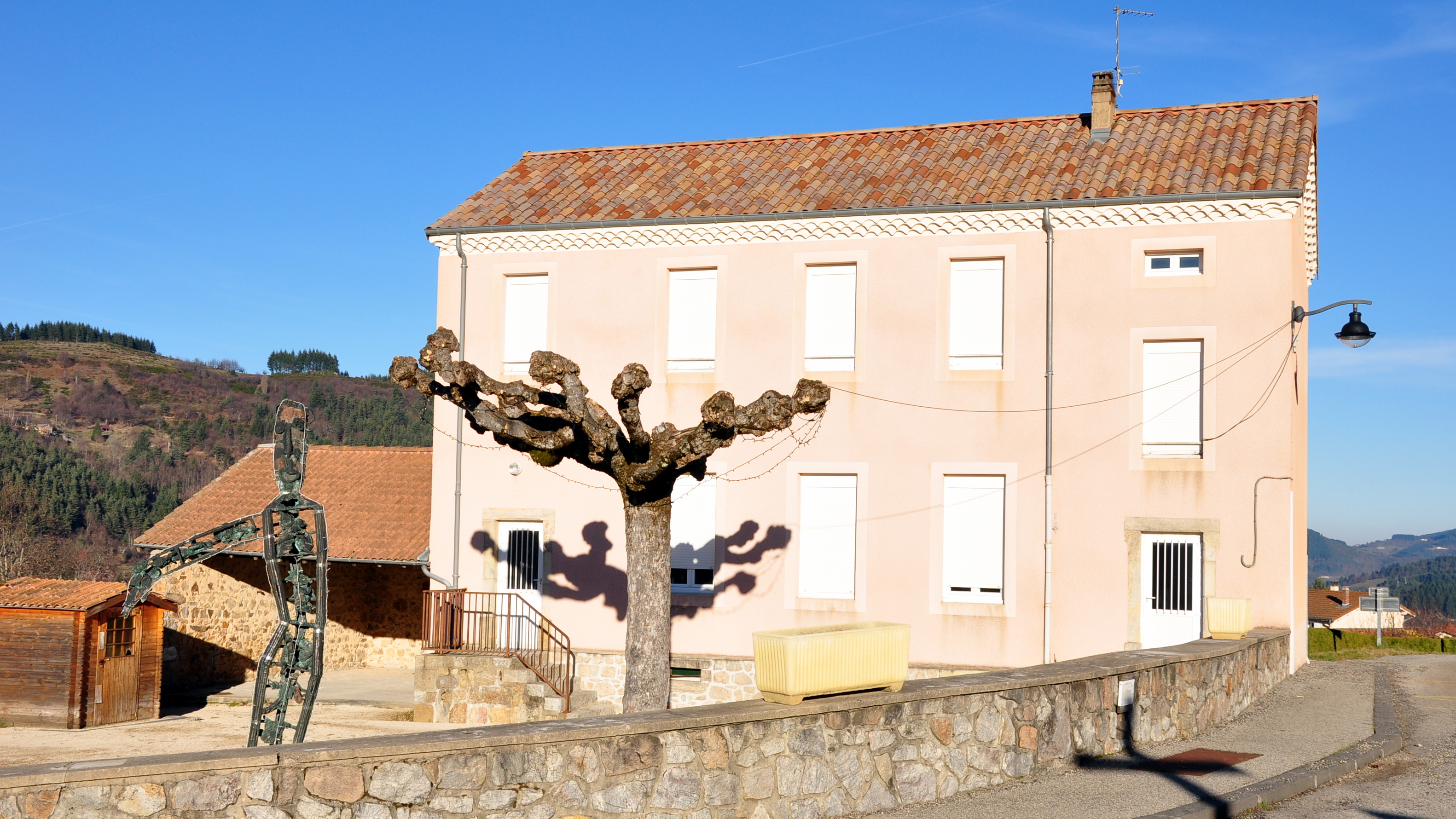
L'ancienne école et son Gardien de Pierre.
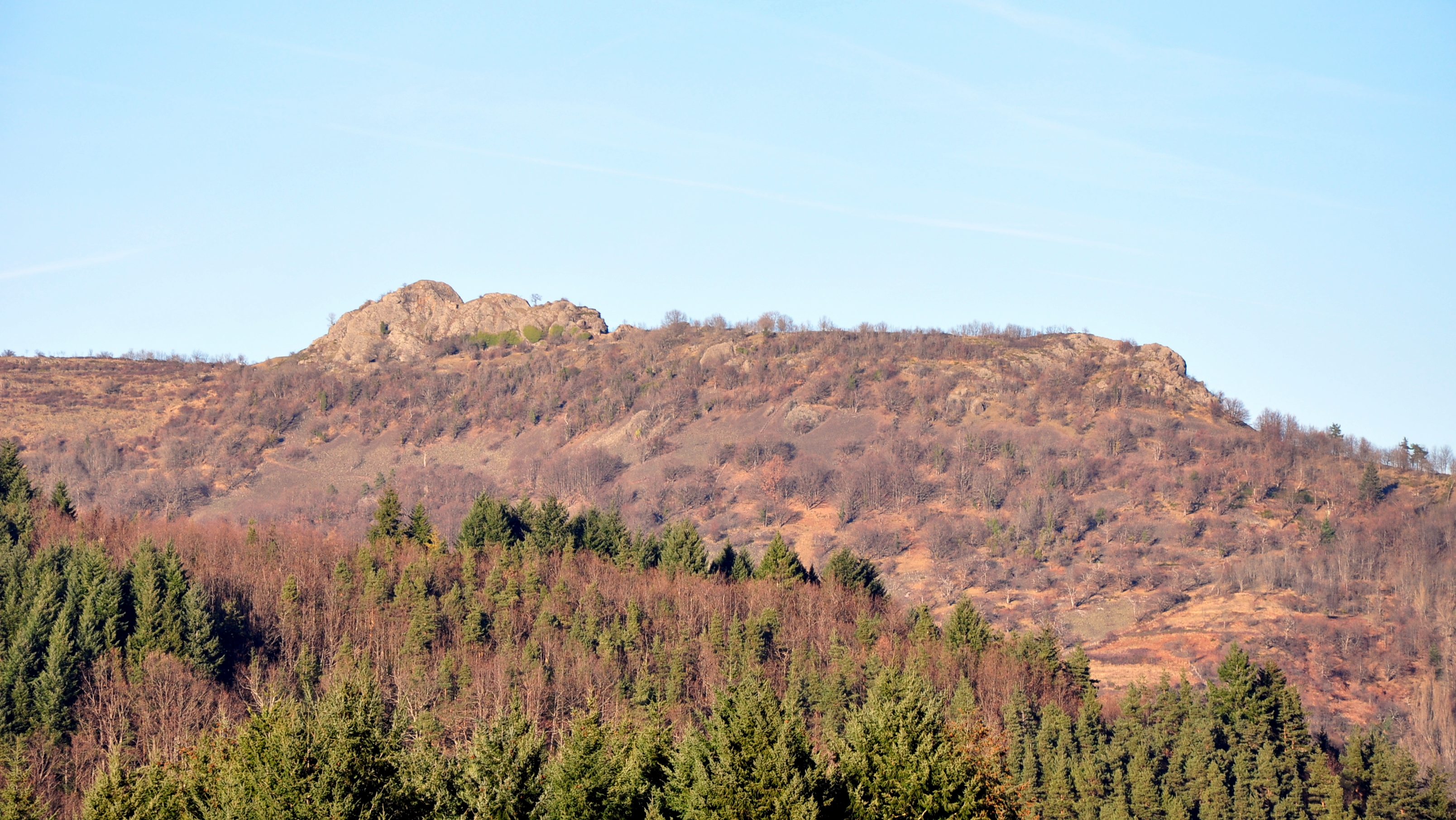
Le rocher de Brion depuis Chaussinand.

### Héraldique
|  | Accons possède des armoiries dont l'origine et le blasonnement exact ne sont pas disponibles. |